# 松鹤楼

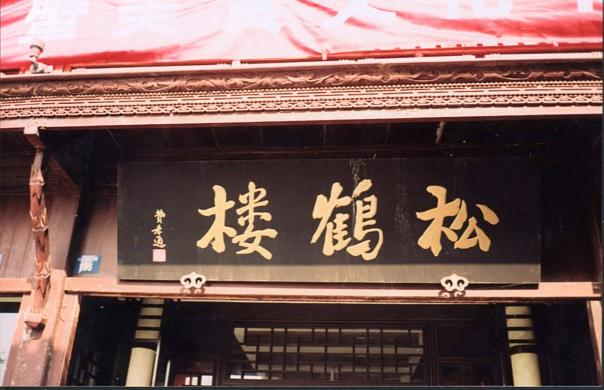
山塘店

松鹤楼是一家经营苏帮菜的餐饮連鎖店，创建于清乾隆年间，总店位于苏州市姑苏区观前街太监弄72号。松鹤楼与北京全聚德、扬州富春茶社、杭州楼外楼并称“中国四大名店”。

## 历史
松鹤楼创建于清乾隆二十二年（1757年）,主人徐氏，以松、鹤寓意长寿，得名松鹤楼。松鹤楼以面点起家，后开始经营酒菜。
1984年，松鹤楼在北京开出第一家分店。
1990年，松鹤楼的名菜“松鼠鳜鱼”获全国金鼎奖。
1999年，松鹤楼被中华人民共和国国内贸易部授牌“中华老字号”，2006年在中华人民共和国商务部的重新评选中再次被评定为“中华老字号”。
2007年，著名作家金庸来到松鹤楼品尝，因金庸笔下《天龙八部》中多次出现松鹤楼的场景，引起关注。金庸餐后，提笔为松鹤楼题词“百年老店，历久常新，如松长青，似鹤添寿”。
2009年和2010年，“松鹤楼”商标分别获“苏州市知名商标”和“江苏省著名商标”称号。
2013年获评商务部“国家五钻级酒家”。

## 现状

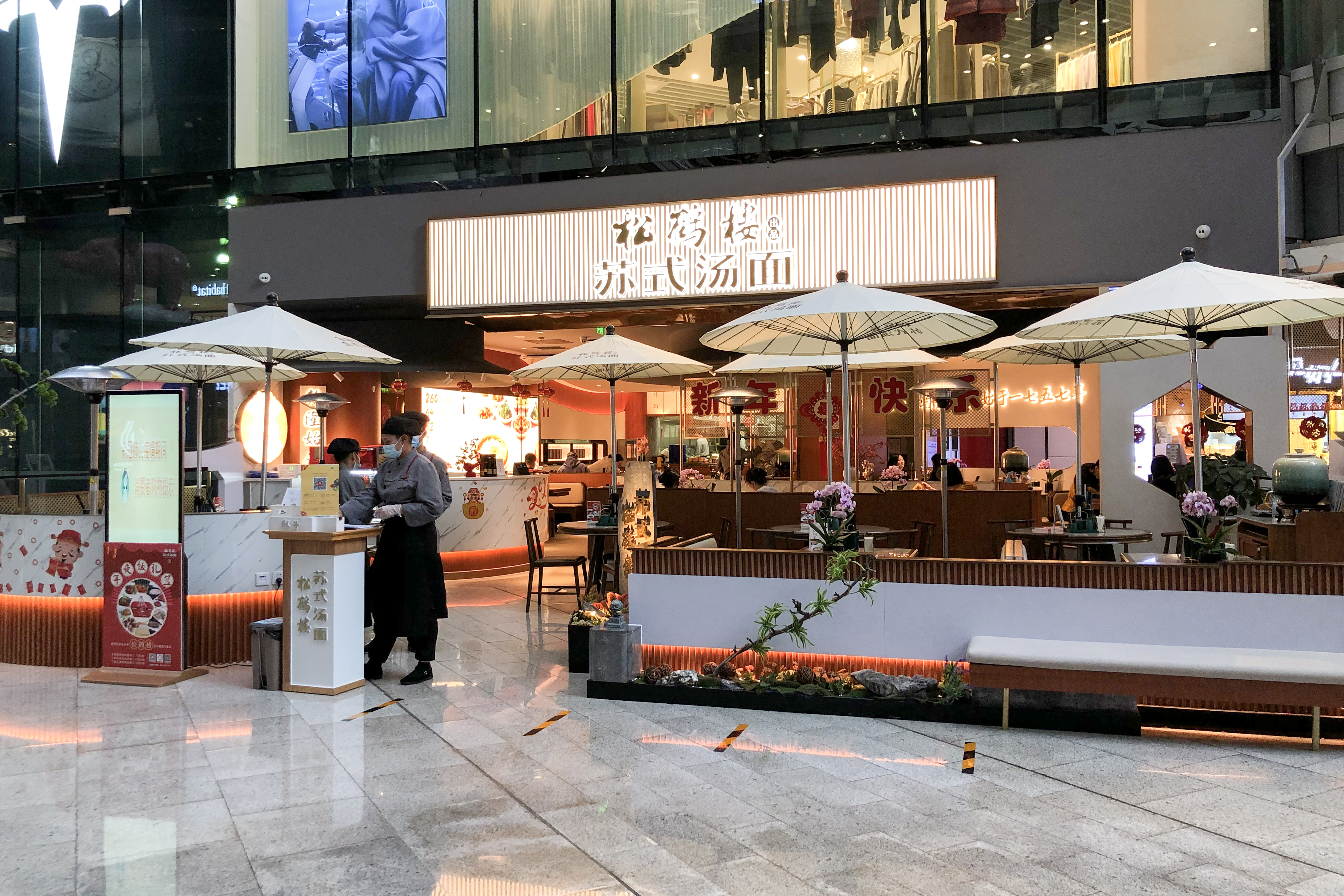
松鹤楼苏式汤面北京侨福芳草地店（2021年1月）

自2007年后，松鹤楼于各地开出分店，现共有22家连锁店，分布于苏州、上海、南京、北京等地。
2017年末，松鹤楼在微博上表示将研发重咸、重辣等适合当下年轻人和外来游客的菜品，引起热议。苏州本地市民多认为传统苏帮菜口味清淡偏甜，如松鹤楼这样的老字号传统饭店转变经营方向，有抛弃传统之嫌。而支持者表示苏州外来人口及游客众多，松鹤楼推出菜品能迎合市场也不失为好事。
2018年4月，在北京产权交易所举办的推介会上，苏州松鹤楼饮食文化有限公司100%股权和苏州松鹤楼餐饮管理有限公司45%股权捆绑成为转让项目，挂牌价格合计19亿元。同年6月，豫园股份以总价16.38亿元收购苏州松鹤楼。
2019年7月，松鹤楼在觀前街开设子品牌松鹤面馆（松鹤楼面馆），2020年10月18日在北京侨福芳草地开设北京首家松鹤楼面馆。松鹤楼面馆在上海浦东嘉里中心、来福士广场等也設有分店。

## 名菜
松鹤楼菜品，选料严谨，制作精细，讲究原汁原味。著名菜式松鼠鳜鱼即为松鹤楼所创，因型似松鼠，酸甜可口，后成为苏帮菜的代表之一，闻名海内。
蜜汁火方、白汁元菜、虾仁烂糊、黄焖鳗、响油鳝糊、碧螺虾仁、西瓜鸡、雪花蟹斗、姑苏卤鸭和樱桃肉等也是松鹤楼的名菜。
松鹤楼的招牌卤鸭面曾广受欢迎，但因经营问题已停售多年，直至2019年7月恢复销售。

## 荣誉
- 国家特级酒家
- 江苏餐饮名店
- 中华名小吃